# Bahnhof Bergen (Oberbay)
Der Bahnhof Bergen (Oberbay) ist der einzige Bahnhof der bayerischen Gemeinde Bergen. Die Station ist betrieblich ein Haltepunkt. Bergen wird von täglich ungefähr 46 Regionalzügen bedient und liegt an der Bahnstrecke Rosenheim–Salzburg. Das Empfangsgebäude steht unter Denkmalschutz.

## Geschichte
Die Königlich Bayerischen Staatseisenbahnen nahmen den Bahnhof Bergen als Teil der Bahnstrecke Rosenheim–Traunstein am 7. Mai 1860 als Bahnexpedition in Betrieb, am 1. August 1860 wurde die Strecke bis nach Salzburg verlängert. Vor 1990 wurde der Bahnhof, nachdem der Stückgutverkehr aufgegeben worden war, zu einem Haltepunkt zurückgebaut.

## Infrastruktur

### Empfangsgebäude
Das Empfangsgebäude hat zwei Obergeschosse und einen seitlich anschließenden weißen Anbau. Das Gebäude wurde vom Architekten Eduard Rüber entworfen und 1976 unter Denkmalschutz gestellt. Es ist aus Schlackenstein gebaut, diese wurden nach der Backsteingliederung angeordnet. Die weißen Sockel- und Kantensteine bestehen aus Raibler Rauwacke. Das Gebäude hat ein Satteldach und besitzt Stilelemente der italienischen Villenarchitektur.
Das Nebengebäude ist weiß gestrichen und hat wie das Hauptgebäude ein Satteldach.

### Bahnsteige und Gleisanlagen
Im Jahr 1877 gab es zwei Bahnsteiggleise und ein weiteres Gleis für den Güterverkehr, an dem Ladestraße, Laderampe und Güterschuppen lagen. Im Juli 1904 wurde ein mechanisches Stellwerk eingerichtet. Dieses wurde am 15. Juli 1969 überflüssig, da der Bahnhof zur Selbstblockstelle wurde.
Die Station verfügt heute über zwei Gleise. Gleis 1 liegt am Hausbahnsteig, Gleis 2 an einem dem Hausbahnsteig gegenüberliegenden Seitenbahnsteig. Bahnsteig 1 ist 404 Meter lang und 38 Zentimeter hoch, Bahnsteig 2 ist 403 Meter lang und 38 Zentimeter hoch.

## Verkehr
Der Bahnhof wird im Stundentakt durch Nahverkehrszüge der Bayerischen Oberlandbahn bedient, die von München nach Salzburg verkehren. Ergänzend verkehren vier Zugpaare als Verstärkerzüge von München nach Traunstein.
| Zuggattung               | Strecke                                                                                | Taktfrequenz  |
| ------------------------ | -------------------------------------------------------------------------------------- | ------------- |
| RE 5                     | München – Rosenheim – Prien am Chiemsee – Bergen – Traunstein – Freilassing – Salzburg | Stundentakt   |
| RE 5                     | (München –) Rosenheim – Prien am Chiemsee – Bergen – Traunstein                        | vier Zugpaare |
| Stand: 12. Dezember 2021 |                                                                                        |               |